# Somma di Cesaro
In matematica, e più precisamente in analisi, la somma di Cesàro è una definizione alternativa di somma di una serie, che coincide con quella usuale quando la serie è convergente. Fu introdotta dal matematico Ernesto Cesaro alla fine del XIX secolo.

## Definizione
Data una serie
{\displaystyle \sum _{n=1}^{\infty }a_{n}}
con somme parziali
{\displaystyle s_{n}=a_{1}+\ldots +a_{n},}
la somma di Cesàro è il limite (quando esiste) della media aritmetica delle somme parziali
{\displaystyle \lim _{n\to \infty }{\frac {s_{1}+\ldots +s_{n}}{n}}.}

## Teorema della media di Cesaro
Il teorema delle medie di Cesaro permette di calcolare il limite della successione delle medie di una successione {\displaystyle a_{n}}, noto il limite di {\displaystyle a_{n}}.
La successione delle medie di {\displaystyle a_{n}} si definisce come:
{\displaystyle \sigma _{n}={\frac {1}{n}}\sum _{k=1}^{n}a_{k}.}
Il teorema della media di Cesaro afferma che se {\displaystyle a_{n}} ammette limite, allora
{\displaystyle \lim _{n\to \infty }\sigma _{n}=\lim _{n\to \infty }a_{n}.}

### Dimostrazione
Poniamo {\displaystyle \sigma _{n}={\frac {1}{n}}\sum _{k=1}^{n}a_{k}}, {\displaystyle l=\lim _{n\to \infty }a_{n}} e sia {\displaystyle \varepsilon >0}. Notiamo che se fosse {\displaystyle \vert a_{k}-l\vert <\varepsilon \ \forall k} allora si avrebbe
{\displaystyle \vert \sigma _{n}-l\vert =\left\vert {\frac {1}{n}}\sum _{k=1}^{n}a_{k}-l\right\vert =\left\vert {\frac {1}{n}}\sum _{k=1}^{n}a_{k}-{\frac {1}{n}}nl\right\vert =\left\vert {\frac {1}{n}}\sum _{k=1}^{n}a_{k}-{\frac {1}{n}}\sum _{k=1}^{n}l\right\vert =\left\vert {\frac {1}{n}}\sum _{k=1}^{n}(a_{k}-l)\right\vert \leq {\frac {1}{n}}\sum _{k=1}^{n}\vert a_{k}-l\vert <{\frac {1}{n}}n\varepsilon =\varepsilon .}
Tuttavia ciò non è vero sempre, ma lo sarà per {\displaystyle n>{\tilde {n}}}, per un certo {\displaystyle {\tilde {n}}={\tilde {n}}(\varepsilon )}. Spezziamo dunque la somma da {\displaystyle 1} a {\displaystyle {\tilde {n}}} e da {\displaystyle {\tilde {n}}+1} a {\displaystyle n}:
{\displaystyle \vert \sigma _{n}-l\vert =\left\vert {\frac {1}{n}}\sum _{k=1}^{n}a_{k}-l\right\vert =\left\vert {\frac {1}{n}}\sum _{k=1}^{\tilde {n}}a_{k}+{\frac {1}{n}}\sum _{k={\tilde {n}}+1}^{n}a_{k}-{\frac {1}{n}}{\Big (}(n-{\tilde {n}})l+{\tilde {n}}l{\Big )}\right\vert =\left\vert {\frac {1}{n}}\sum _{k=1}^{\tilde {n}}a_{k}+{\frac {1}{n}}\sum _{k={\tilde {n}}+1}^{n}a_{k}-{\frac {1}{n}}\sum _{k={\tilde {n}}+1}^{n}l-{\frac {\tilde {n}}{n}}l\right\vert .}
Riunendo le somme come in precedenza e applicando la disuguaglianza triangolare otteniamo:
{\displaystyle \vert \sigma _{n}-l\vert \leq {\frac {1}{n}}\sum _{k=1}^{\tilde {n}}\vert a_{k}\vert +{\frac {1}{n}}\sum _{k={\tilde {n}}+1}^{n}\vert a_{k}-l\vert +{\frac {\tilde {n}}{n}}\vert l\vert <{\frac {1}{n}}\sum _{k=1}^{\tilde {n}}\vert a_{k}\vert +{\frac {n-{\tilde {n}}}{n}}\varepsilon +{\frac {\tilde {n}}{n}}\vert l\vert .}
Richiamando {\textstyle M=\sum _{k=1}^{\tilde {n}}\vert a_{k}\vert } e riordiando otteniamo
{\displaystyle \vert \sigma _{n}-l\vert <\varepsilon +{\frac {1}{n}}{\big (}M+{\tilde {n}}(\vert l\vert -\varepsilon ){\big )},}
dove la quantità in parentesi è indipendente da {\displaystyle n}, per cui il secondo addendo tende a {\displaystyle 0} per {\displaystyle n\to \infty }. Per l'arbitrarietà di {\displaystyle \varepsilon } si ha dunque 
{\displaystyle \forall \varepsilon >0\,\exists {\tilde {n}}\in \mathbb {N} :\left|\sigma _{n}-l\right|<\varepsilon ,{\text{ per ogni }}n>{\tilde {n}}.}
Cioè {\displaystyle \sigma _{n}\to l} se {\displaystyle a_{n}\to l.}

## Proprietà
Se la serie è convergente, la somma di Cesàro coincide con la somma della serie; la somma di Cesàro infatti non dipende da alcuna somma parziale di indice finito. Questo significa formalmente che, per {\displaystyle n} tendente all'infinito
{\displaystyle {\frac {s_{1}+\ldots +s_{n}}{n}}\approx {\frac {s_{1}+\ldots +s_{m}}{n}}+{\frac {s_{m+1}+\ldots +s_{n}}{n-m}}\approx {\frac {s_{m+1}+\ldots +s_{n}}{n-m}},}
per ogni intero {\displaystyle m} finito. L'operazione svolta dunque è quella di mediare solo le somme delle serie di indice molto elevato: se la serie converge è evidente che il risultato sarà semplicemente la somma infinita della serie. La somma di Cesàro è però definita anche per alcune serie non convergenti; ad esempio, se
{\displaystyle a_{n}=(-1)^{n},} (serie di Grandi)
la serie non ammette limite, ma per convenzione si può considerare come valore limite quello medio delle due sottosuccessioni estratte, per {\displaystyle n} pari e per {\displaystyle n} dispari, che è -0,5. La somma di Cesàro {\displaystyle n}-esima in questo caso è data da
{\displaystyle {\begin{cases}-{\frac {1}{n}}\quad &{\text{se }}n{\text{ dispari,}}\\\\0&{\text{se }}n{\text{ pari,}}\end{cases}}}
il cui limite è 0. Questo esempio dimostra che il teorema di Cesàro non è invertibile.
Questo teorema può essere ricavato dal teorema di Stolz-Cesàro ponendo {\displaystyle a_{n}=\sum _{k=1}^{n}a_{k}} e {\displaystyle b_{n}=n}.